# Mascarenhasia
Mascarenhasia es un género de fanerógamas de la familia Apocynaceae. Contiene unas 40 especies. Es originario de Kenia, Mozambique y oeste del Océano Índico.

## Taxonomía
El género fue descrito por Alphonse Pyrame de Candolle y publicado en Prodromus Systematis Naturalis Regni Vegetabilis 8: 487. 1844. La especie tipo es: Mascarenhasia arborescens A.DC. 

## Especies seleccionadas
- Mascarenhasia angustifolia A.DC.
- Mascarenhasia arborea Boivin ex Dubard
- Mascarenhasia arborescens A.DC.
- Mascarenhasia barabanja Dubard
- Mascarenhasia boivinii Dubard